# هربرت كوخ (أستاذ جامعي)
هربرت كوش (بالألمانية: Herbert Koch)‏ هو عالم آثار كلاسيكية ألماني، ولد في 1 يوليو 1880 في جرجونغوف ‏ في بولندا، وتوفي في 25 سبتمبر 1962 في هامبورغ في ألمانيا.